# Wspólnota Kościoła Chrześcijan Baptystów w Opolu
Zbór Kościoła Chrześcijan Baptystów "Źródło Życia" w Opolu – zbór Kościoła Chrześcijan Baptystów znajdujący się w Opolu, przy ulicy Sienkiewicza 20 of.
Nabożeństwa odbywają się w każdą niedzielę o godzinie 10:30.